# Nicrophorus podagricus
Nicrophorus podagricus là một loài bọ cánh cứng trong họ Silphidae được miêu tả bởi Portevin năm 1920.